# R.J. 윌리엄스

R.J. 윌리엄스(R. J. Williams, 1978년 7월 19일 ~ )는 미국의 배우, 텔레비전 배우, 성우, TV 사회자, 제작자, 감독, 각본가이다.
로스앤젤레스에서 태어났다.

## 영화
- 꼬마 공룡 딩크 (1989년)
- SOS 해상 구조대 (1989년)
- 신들의 풍차 (1988년)
- 풀 하우스 (1987년)
- 불타는 도전 (1986년)
- 산타의 북극 마을 (1984년)
- 디아더 우먼 (1983년)
- 매그넘 P.I. (1980년)
- 더 영 앤 더 레스트리스 (1973년)